# Vittorio Gui
Vittorio Gui (Roma, 14 settembre 1885 – Fiesole, 16 ottobre 1975) è stato un direttore d'orchestra e compositore italiano.

## Carriera
Gui nacque a Roma nel 1885. 
Si laureò nel 1906 in Lettere alla Università degli Studi di Roma "La Sapienza" e pubblicò l'opera prima David - Dramma musicale, F. Centenari & C. Tipografi Roma 1906. 
Studiò composizione con i professori Giacomo Setaccioli e Stanislao Falchi all'Accademia Nazionale di Santa Cecilia ottenendo il diploma di composizione nel 1907. 
Nello stesso anno debuttò come direttore d'orchestra al Teatro Adriano di Roma in Gioconda di Ponchielli.
Venne subito invitato a dirigere l'11 gennaio 1908 la prima de La Nave di Pizzetti, su testo di Gabriele D'Annunzio, al Teatro Argentina di Roma ed in una tournée in Italia che gli diede una certa fama portata anche al Teatro La Fenice di Venezia.
Nel 1909 dirige la prima nel Teatro Regio di Parma di Sigfrido con Giuseppe Borgatti.
Al Teatro Regio di Torino nel 1911 dirige Manon con Edoardo Garbin, la prima di La fanciulla del West con Giuseppe Nessi e Mefistofele con Nazzareno De Angelis e nel 1912 dirige Norma con Nessi e la prima di Thaïs.
Al Teatro San Carlo di Napoli nel 1911 dirige la prima di Marcella, di La favola di Helga di Francesco Santoliquido e di La navarrese (La Navarraise) di Jules Massenet e nel 1912 la prima di L'Arlesiana.
Dirige nei più importanti teatri d'Europa e diviene direttore stabile del Teatro San Carlo nel 1912. 
Nel 1915 a Napoli dirige la prima assoluta di Il miracolo di Guido Laccetti.
Durante la prima guerra mondiale è Tenente nel Genio militare.
Al Teatro Costanzi di Roma nel 1923 dirige Manon con Carmen Melis, Gli ugonotti e La dannazione di Faust.
Nel 1924 ha pubblicato un saggio critico sul Nerone di Arrigo Boito.
Nel 1925 dirige al Teatro alla Scala di Milano la prima assoluta di Il diavolo nel campanile di Adriano Lualdi.
Negli ultimi mesi del 1925 costituì l'Orchestra del Teatro di Torino e fino al 1927 fu a Torino, dove divenne direttore stabile del citato teatro, mentre sempre nel 1925 contribuì a riportare stabilmente in repertorio con la prima di L'italiana in Algeri con Conchita Supervía come protagonista; nello stesso anno dirige anche la prima di Arianna a Nasso alla presenza del compositore, nel 1926 dirige la prima di L'Heure espagnole e nel 1927 diresse la prima assoluta della sua fiaba musicale in tre atti Fata Malerba (libretto di Fausto Salvatori) al Teatro Regio di Torino con la Supervia e Francesco Dominici.
Nel 1927 torna a dirigere per La Fenice in un concerto, con L'italiana in Algeri, La sonnambula e Fata Malerba.
Nel 1928 formò la Stabile Orchestrale Fiorentina e sposta la residenza a Firenze. 
Nel 1933 Bruno Walter lo invitò come direttore d'orchestra al Festival di Salisburgo. 
Nell'aprile di quello stesso anno fondò il Maggio Musicale Fiorentino che diresse fino al 1936. 
Al Teatro comunale di Firenze nel 1930 dirige la prima di L'italiana in Algeri con Conchita Supervía ed Alessio De Paolis e di Fidelio con Eva Turner, nel 1931 al Teatro della Pergola la prima di Norma con Iva Pacetti e De Angelis e nel 1933 Nabucco con Gina Cigna, Gabriella Gatti, Ebe Stignani, Carlo Galeffi e Tancredi Pasero. 
Nel 1939 dirige la prima assoluta di Re Lear di Vito Frazzi nel Comunale con Stella Roman, Cloe Elmo e Frank Valentino e nel 1942 Il barbiere di Siviglia con Gianna Pederzini, Ferruccio Tagliavini, Gino Bechi e Pasero.
Nel 1944 dirige al Teatro verdi di Firenze la prima di Il barbiere di Siviglia con Francesco Albanese, Enzo Mascherini e Giulio Neri.
Ancora a Venezia nel 1929 dirige un concerto con il baritono Charles Panzéra.
Al Festival di Salisburgo nel 1938 dirige Falstaff con Gino Del Signore, Nessi e Mariano Stabile.
Nuovamente a Venezia nel 1939 dirige Un ballo in maschera e nel 1940 Rigoletto con Ferruccio Tagliavini, Il giorno della pace con Saturno Meletti ed Ugo Novelli ed Arlecchino ovvero le finestre di Ferruccio Busoni.
Al Teatro lirico Giuseppe Verdi di Trieste nel 1939 dirige La favorita con la Stignani, Giovanni Malipiero ed Andrea Mongelli.
Al Wiener Staatsoper debutta nel 1941 con Aida e nel 1942 dirige Le donne curiose con Anton Dermota ed Erich Kunz. In questo periodo diresse anche molto spesso i Wiener Philharmoniker in diversi concerti dai programmi solamente sinfonici.
Nel 1944 pubblica il volume di critica Battute d'aspetto: Meditazioni di un musicista militante.
Ancora al Teatro dell'Opera di Roma nel 1947 dirige I maestri cantori di Norimberga con Antenore Reali, nel 1950 Un ballo in maschera con Maria Caniglia, Alda Noni, Giacomo Lauri-Volpi e Bechi e Così fan tutte con la Noni, Petre Munteanu e Kunz, nel 1951 Nabucco con la Caniglia, Gabriella Tucci, Miriam Pirazzini, Albanese, Bechi, Nicola Rossi-Lemeni e Plinio Clabassi, nel 1954 la prima di La fanciulla delle nevi e La Cenerentola con Sesto Bruscantini, Italo Tajo e Giulietta Simionato e nel 1960 Don Giovanni con Leyla Gencer e Tito Gobbi.
Per il Glyndebourne Festival Opera nel 1948 dirige Così fan tutte con la Royal Philharmonic Orchestra e Hilde Güden al Kings Theatre di Edimburgo e nel 1949 Un ballo in maschera con Mirto Picchi e Paolo Silveri.
Fu il direttore musicale titolare del Festival di Glyndebourne dal 1952 al 1963. Nel 1952 dirige La Cenerentola e Macbeth, nel 1953 Alceste (Gluck), nel 1954 Il barbiere di Siviglia con Graziella Sciutti e Le Comte Ory, nel 1955 Le nozze di Figaro con Franco Calabrese e Sena Jurinac, nel 1956 Die Zauberflöte con Joan Sutherland come prima Lady, nel 1957 L'Italiana In Algeri con Paolo Montarsolo e Oralia Domínguez e Falstaff, nel 1959 Fidelio, nel 1960 I puritani con Nicola Filacuridi e la Sutherland e nel 1962 Pelléas et Mélisande.
Nel 1965 viene invitato a dirigere Il matrimonio segreto con la London Philharmonic Orchestra e Margherita Rinaldi.
Nel 1948 dirige la prima nel Teatro Comunale di Bologna del Messiah con la Gatti, la Simionato, Munteanu e Boris Christoff.
Ancora per La Fenice nel 1949 dirige Kovancina con Christoff, nel 1950 Fidelio con Picchi, nel 1951 La dannazione di Faust con la Simionato, Così fan tutte con la Jurinac, la Noni ed Kunz e la prima di Il Paradiso e la Peri di Robert Schumann, nel 1952 Orfeo ed Euridice con la Stignani, Il barbiere di Siviglia, Manon Lescaut con Clara Petrella, Afro Poli ed Angelo Mercuriali, la prima assoluta di I misteri gloriosi di Nino Catozzo con Rosanna Carteri, la Sinfonia n. 4 e la Sinfonia n. 9 di Beethoven con Virginia Zeani, nel 1953 Le nozze di Figaro con Bruscantini, la Simionato e Fernando Corena, Manon con Giacinto Prandelli e Boris Godunov con Jolanda Gardino, nel 1954 Le Comte Ory con Nicola Monti e Giorgio Tozzi e Medea di Cherubini con Maria Callas Meneghini, la Tucci e Tozzi, nel 1955 La Cenerentola e Macbeth, nel 1956 Il franco cacciatore con la Jurinac, Albanese e Raffaele Arié, nel 1958 Don Giovanni con Giorgio Tadeo, Luigi Alva, Ilva Ligabue e Mariella Adani e la prima di Messiah nell'Aula della Benedizione della Città del Vaticano, nel 1960 un concerto con Géza Anda ed uno con Ida Haendel con musiche di Johannes Brahms nella Sala dello Scrutinio del Palazzo Ducale (Venezia), nel 1961 un concerto con Nikita Magaloff, nel 1963 il Ciclo di cantate di Johann Sebastian Bach con Carlo Cava, la Domínguez e Martina Arroyo, nel 1964 Beatrice di Tenda con Leyla Gencer, nel 1965 Le stagioni di Haydn, nel 1968 Petite messe solennelle e nel 1969 Rédemption di César Franck.
Ancora a Firenze nel Teatro della Pergola nel 1952 dirige la prima di Le Comte Ory con la Gardino, la Simionato, Monti, Mercuriali, Renato Capecchi e Petri, al Comunale nel 1953 la storica Medea con Maria Callas, Fedora Barbieri, la Tucci e Petri di cui esiste una registrazione e nel 1959 di La battaglia di Legnano con la regia del figlio Franco Enriquez con la Gencer e Giuseppe Taddei ed al Comunale nel 1963 la prima di Il Natale del Redentore di Lorenzo Perosi e nel 1965 il Requiem di Verdi con la Domínguez e Boris Christoff.
Al Royal Opera House, Covent Garden nel 1952 dirige Norma con la Callas e Giacomo Vaghi, Picchi e la Stignani.
Nel 1955 dirige Aida al Teatro San Carlo con Antonietta Stella, la Barbieri, Franco Corelli, Anselmo Colzani e Mario Petri.
Alla Scala nel 1960 dirige Il Paradiso e la Peri di Schumann.
Il 10 aprile 1973 avrebbe dovuto dirigere I vespri siciliani di Giuseppe Verdi, nella regia di Maria Callas e Giuseppe Di Stefano, per inaugurare il nuovo Teatro Regio di Torino, ricostruito dopo l'incendio del 1936: un malore durante le prove lo costrinse però a ritirarsi. Tornò sul podio il 4 e 5 ottobre 1975 a Firenze, per dirigere la Sinfonia in sol minore di Mozart e la Quarta di Brahms con l'Orchestra del Maggio Musicale Fiorentino: pochi giorni dopo si spegneva improvvisamente nella sua villa di Fiesole.
Diresse molte orchestre importanti e le sue registrazioni discografiche sono abbastanza numerose, tra cui segnaliamo Un ballo in maschera di Verdi, registrato nel 1949, l'unica incisione di un'opera wagneriana di Maria Callas (il Parsifal del 1950) e l'incisione stereofonica negli Abbey Road Studios nel 1962 con la Royal Philharmonic Orchestra per la EMI del Barbiere di Siviglia di Gioachino Rossini
Nel 1966 dirige Beatrice di Tenda di Bellini con Rajna Kabaivanska al Teatro Massimo Vincenzo Bellini di Catania.
Si dedicò anche al cinema. Come compositore nel periodo muto: nel 1919 realizzò le musiche per un film d'avanguardia diretto da Severo Pozzati (Fantasia bianca) e diresse personalmente l'orchestra e il coro in occasione della prima rappresentazione al Teatro Costanzi di Roma. Come compositore e sceneggiatore di due pellicole nel periodo sonoro: Pergolesi (1932) e Rossini (1942).
Fu sposato con Maria Bourbon del Monte da cui ebbe tre figli, tra cui Leonardo Gui, luminare dell’ortopedia in Italia ed Europa. Dopo la morte della moglie sposò  Elda Salaroli Enriques (1904-1994).  Morì a 90 anni.

## Discografia parziale
- Bellini: Norma - Chorus & Orchestra of the Royal Opera House, Covent Garden/Maria Callas/Vittorio Gui, EMI/Warner
- Mozart: Le nozze di Figaro - Glyndebourne Festival Chorus & Orchestra/Vittorio Gui, EMI/Warner
- Puccini: La bohème (Edinburgh 1951) - Orchestra of the Teatro di San Carlo/Vittorio Gui/Mario del Monaco/Gino Bechi/Luciano Neroni, 1951 OperaPrima
- Rossini: L'occasione Fa Il Ladro - Vittorio Gui, Opera d'Oro
- Rossini: La Cenerentola - Vittorio Gui, EMI/Warner
- Rossini: Il barbiere di Siviglia - Vittorio Gui/Victoria de los Ángeles, EMI/Warner
- Verdi: La Traviata - Beniamino Gigli/Maria Caniglia/Orchestra and Chorus of the London Philharmonic/Vittorio Gui, Digital Contents
- Verdi: Macbeth - Giuseppe Taddei (Macbeth)/Leyla Gencer (Lady Macbeth)/Mirto Picchi (Macduff)/Ferruccio Mazzoli (Banco)/Franco Ricciardi (Malcolm)/Stefania Malagi (Dama di Lady Macbeth)/Orchestra e Coro Del Teatro Massimo Di Palermo/Vittorio Gui, Living Stage